# Byrrhus bajankolensis
Byrrhus bajankolensis là một loài bọ cánh cứng trong họ Byrrhidae. Loài này được Putz miêu tả khoa học năm 1998.